# Association for Computing Machinery
Association for Computing Machinery (ACM) je največje mednarodno združenje s področja računalništva in informatike.  s sedežem v ZDA. Ustanovljeno je bilo leta 1947. ACM je neprofitna organizacija, ki naj bi leta 2019 imela 100.000 študentskih in profesionalnih članov. Njegov sedež je v New Yorku.
ACM je krovna organizacija za akademike in znanstvenike iz področja računalništva (informatike). Njihovo moto je "Advancing Computing as a Science & Profession".

## Zgodovina
ACM je bil ustanovljen leta 1947 kot Eastern Association for Computing Machinery in se je naslednje leto preimenoval v Association for Computing Machinery.

## Portal in digitalna knjižnica
Portal ACM je spletna storitev ACMja. Njeno jedro sta ACM Digital Library in ACM Guide to Computing Literature.
ACM Digital Library  je zbirka vseh besedil, ki jih je ACM objavil v svojih člankih, revijah in zbornikih s konferenc. Omogoča dostop do celotnih besedil vseh člankov, ki so ali so bili objavljeni v znanstvenih revijah in časnikih ACM, pa tudi do bibliografskih zapisov knjig, prispevkov s konferenc itd. ACM Guide je bibliografija v računalništvu z več kot milijonom zapisov.  Digitalna knjižnica ACM vsebuje obsežen arhiv revij, revij, biltenov in zbornikov konferenc z začetkom iz 1950ih let. Spletne storitve vključujejo forum z imenom Ubiquity in Tech News digest. Obstaja obsežna osnovna bibliografska baza podatkov, ki vsebuje ključna dela vseh zvrsti vseh večjih založnikov računalniške literature. Ta sekundarna baza je znana kot The ACM Guide to Computing Literature.